# Ice'n'Green
Ice'n'Green è il terzo album in studio del musicista britannico Ice MC, promosso da singoli di grande successo come It's a Rainy Day e Think About the Way. L'album è stato realizzato in collaborazione con Alexia e pubblicato nel 1994. In seguito al grande successo, l'anno successivo sarà pubblicato come remix album.

## Tracce
1. It's a Rainy Day – 4:12
2. Labba Ling – 4:06
3. Take Away the Colour – 3:25
4. Think About the Way – 4:16
5. Look After Nature – 3:50
6. Run Fa Cover – 4:37
7. Russian Roulette – 4:23
8. The Britaican – 3:20
9. Dark Night Rider – 4:09
10. It's A Rainy Day (HappyMan Radio Mix) – 3:23
11. Funkin' With You – 3:25
12. Afrikan Buzz – 3:50
13. Think About The Way (Pumped Up Club Mix) – 5:54
14. Think About The Way (Noche De Luna Mix) – 6:22
15. Think About The Way (Answering Machine Mix) – 5:34